# الطاقة في الوطن العربي
الطاقة في الوطن العربي تشمل موارد وطرق إنتاج الطاقة داخل الحدود السياسية لأقطار الوطن العربي وأيضًا مناطق الوطن العربي التي تخضع لسلطات أجنبية مثل عربستان.

## موارد الطاقة في الوطن العربي
تقسم موارد الطاقة إلى موارد متجددة وموارد غير متجددة. تضم المصادر غير المتجددة الوقود الأحفوري من نفط وفحم حجري وغاز طبيعي، بينما تشمل المصادر المتجددة طاقة الرياح والطاقة الشمسية والطاقة الكهرومائية والطاقة النووية وطاقة الأمواج والطاقة الحيوية. هناك أشكال أخرى من الطاقة تنبثق عن أحد الأشكال السابقة مثل الكهرباء والهيدروجين.

## الطاقة الكهرومائية
حسب بيانات تعود إلى عام 2009، تنتج الطاقة الكهرومائية في الوطن العربي 10518 ميغاواط، وهو ما يعادل 8% من إنتاج الكهرباء العربي. تتصدر مصر الإنتاج العربي منتجة 2800 ميغاواط يتبعها العراق 2531 ميغاواط. 
| القطر   | الإنتاج |
| ------- | ------- |
| مصر     | 2800    |
| العراق  | 2531    |
| السودان | 1590    |
| المغرب  | 1306    |
| سورية   | 2531    |
| لبنان   | 2531    |
| الجزائر | 2531    |
| تونس    | 62      |
| الأردن  | 12      |